# Tom Grant (prywatny detektyw)
Tom Grant – prywatny detektyw znany ze swojego udziału w ważnych sprawach dotyczących sławnych klientów. Grant  posiada i kieruje swoją własną agencją detektywistyczną, The Grant Company. Wstąpił on do Departamentu Policji w Los Angeles 1969 roku i w ciągu kilku lat awansował na Detektywa. W 1975 roku opuścił departament szeryfa i zaczął pracę w biznesie jako konsultant ochrony. Otrzymał później licencję prywatnego detektywa i otworzył biuro w Beverly Hills (Kalifornia), gdzie specjalizował się w śledztwach kryminalnych. Lista klientów Granta zawiera niektóre największe nazwiska Hollywood.
Grant zdobył rozgłos pod koniec roku 1994, kiedy twierdził, że gwiazda muzyki rockowej Kurt Cobain, lider popularnego zespołu Nirvana, nie popełnił samobójstwa, jak twierdziły raporty policyjne, ale został zamordowany.
Zainteresowanie Granta śmiercią Cobaina zaowocowało niemałym poruszeniem w mediach. Grant wystąpił w programie telewizyjnym Unsolved Mysteries, filmie dokumentalnym Nicka Broomfielda Kurt and Courtney, i na kanale NBC w programie Dateline NBC. Wziął również udział w The Tom Leyskis Show, w radiu Los Angeles. Wysiłki Granta były również inspiracją dla dwóch książek odnoszących się do śmierci Cobaina.
Po sprawie dotyczącej molestowania seksualnego wystosowanej przeciwko Billowi Clintonowi, Tom Grant został wynajęty przez Paulę Jones. W listopadzie 1997 Grant wyruszył do Little Rock w Arkansas, gdzie spędził prawie dwa miesiące asystując pani Jones i jej zespołowi we wstępnym śledztwie wobec prezydenta.